# Marie Dalldorf
Marie Dalldorf (* 1866 in Erfurt; † im Oktober 1938) war eine deutsche Theater- und Stummfilmschauspielerin.

## Leben
Die Tochter eines Beamten widmete sich bereits in ihren frühen Lebensjahren der Bühne, nahm Unterricht bei Otto Lehfeld und begann in Metz ihre Bühnenkarriere, wo sie als „Emma“ in „Mein Leopold“ zum ersten Mal die Bühne betrat, kam dann nach Reval, 1891 nach Lodz, 1892 nach Wiesbaden, um 1896 in den Verband des Leipziger Stadttheaters zu treten. Dort blieb sie bis 1902.
Zwischen 1905 und 1917 wirkte sie in Leipzig. 1921 taucht sie dann als Darstellerin im Film Lolotte von Curt Seibert auf, danach verliert sich ihre Spur. Sie starb 1938.

## Filmografie
- 1921: Lolotte